# 史蒂華維爾 (庫薩縣)
史蒂華維爾（英語：Stewartville）是一個位於美國阿拉巴馬州庫薩縣的非建制地區和人口普查指定地區。根據2010年美國人口普查，該地共人口1767人。

## 地理
史蒂華維爾的座標為33°04′45″N 86°14′40″W / 33.07916°N 86.24444°W，而該地最高點為海拔高度220米（即722英尺）。